# Omar Andrés Camacho
 Omar Andrés Camacho, né le 21 mai 1981 à Bogota, est un ingénieur et homme politique colombien. Il est ministre des Mines et de l'Énergie depuis le 24 juillet 2023.
Candidat non élu avec les FARC à la Chambre des représentants en 2018. En 2019, il devient conseiller législatif et proche de la représentante María José Pizarro. Lors de l'élection de cette dernière au Sénat en 2022, il devient à nouveau conseiller législatif. 
Lors de l'investiture de Gustavo Petro, il devient conseiller auprès d'Irene Vélez Torres. En juin 2023, il est nommé président de l'Agence nationale des hydrocarbures (es).

## Biographie

### Études et parcours professionnel
Omar Andrés Camacho est né le 21 mai 1981 à Bogota.
Il est titulaire d'un diplôme d'ingénierie de l'Universidad Distrital Francisco José de Caldas. Il obtient également une maitrise en administration de l'énergie et des sources renouvelables à l'Institut de technologie et d'études supérieures de Monterrey. 
Lors de ses études, il est un dirigeant étudiant et devient secrétaire général de la Fédération des étudiants universitaires, une organisation proche de la gauche.
Il retourne ensuite à l'Universidad Distrital Francisco José de Caldas et débute un doctorat en ingénierie. Selon son CV, il est également professeur d'université.
Entre 2011 à 2019, il travaille pour BRP Ingenieros, qui fournit des conseils en énergie et des propositions d'énergies renouvelables aux secteurs public et privé. 

### Parcours politique

#### Engagement au sein de la Marche patriotique et contestation à Bogota
Il rejoint le mouvement de la Marche patriotique dès sa création en juillet 2010 (mouvement social) puis avril 2012 (déclaration politique). Selon plusieurs médias de l'époque, la guérilla des FARC, cherchait à créer un mouvement politique grâce à la contestation créer par la Marche patriotique,.
Le mouvement était incarné par la sénatrice Piedad Córdoba, figure du chavisme en Colombie. Lors de la nomination d'Omar Andrés Camacho en tant que président de l'ANH (es) en juin 2023, différentes déclarations en faveur d'Hugo Chávez ressurgissent, ce dernier ayant notamment publié ; « Mon commandant, Chávez ! Mon président, Chávez ! » en septembre 2012. Il a également publié « Hommage posthume au camarade, président et commandant Chávez » lors de son décès en 2013.
En 2017, il participe au mouvement social et de contestation nommé « Revoquemos A Peñalosa », qui cherche à provoquer un référendum révocatoire et forcer la démission du maire de Bogota Enrique Peñalosa.

#### Candidat à la Chambre des représentants puis conseiller législatif
Lors des élections législatives de 2018, il est candidat à la Chambre des représentants avec la Marche patriotique à Bogota. Il est soutenu par la Force alternative révolutionnaire commune, le parti des FARC. Ce soutien démontre les liens entre le mouvement de la Marche patriotique et la guérilla des FARC. À l'issue de l'élection, il n'est pas élu.
En 2019, après l'investiture de María José Pizarro à la Chambre des représentants, il devient son collaborateur. Il reste en fonction et aide María José Pizarro également au Sénat lors de son élection en 2022, restant collaborateur quelques mois.

#### Conseiller ministériel puis ministre des Mines et de l'Énergie
Il est un soutien et proche de la parlementaire María José Pizarro. Lors des différentes élections en 2022, il soutient Gustavo Petro et est également militant de la coalition du Pacte historique.
Après l'investiture de Gustavo Petro en août 2022, il est nommé conseiller ministériel auprès de la ministre Irene Vélez Torres. En juin 2023, après la démission exigée de la présidente de l'Agence nationale des hydrocarbures (es) Clara Guatame, en raison d'un faible bilan avec les industriels en six mois, Omar Andrés Camacho est nommé président de l'Agence. Il prend ses fonctions le 16 juin.
Le 24 juillet, après la démission de la ministre Irene Vélez Torres et seulement un mois après sa nomination à la tête de l'Agence nationale des hydrocarbures, il est nommé ministre des Mines et de l'Énergie par le président Gustavo Petro.
Lors de sa nomination, elle est analysée comme une volonté de Petro de garder un ministre politique, proche de ses idées, notamment sur l'énergie (réduction des hydrocarbures) et la transition énergétique vers les énergies renouvelables, dont il est spécialiste.